# Voleibol nos Jogos da Lusofonia
O voleibol faz parte do programa dos Jogos da Lusofonia desde a primeira edição em 2006.

## Quadro de medalhas

### Masculino
| Ordem | País       | Medalha de ouro | Medalha de prata | Medalha de bronze |   |
| ----- | ---------- | --------------- | ---------------- | ----------------- | - |
| 1     | Portugal   | 2               | 0                | 0                 | 2 |
| 2     | Índia      | 1               | 0                | 1                 | 2 |
| 3     | Macau      | 0               | 2                | 1                 | 3 |
| 4     | Moçambique | 0               | 1                | 0                 | 1 |
| 5     | Cabo Verde | 0               | 0                | 1                 | 1 |

### Feminino
| Ordem | País        | Medalha de ouro | Medalha de prata | Medalha de bronze | Total |
| ----- | ----------- | --------------- | ---------------- | ----------------- | ----- |
| 1     | Portugal    | 2               | 0                | 0                 | 2     |
| 2     | Índia       | 1               | 0                | 1                 | 2     |
| 3     | Macau       | 0               | 3                | 0                 | 3     |
| 4     | Moçambique  | 0               | 0                | 1                 | 1     |
| 4     | Timor-Leste | 0               | 0                | 1                 | 1     |